# Морцинек, Густав
Густав Морцинек (пол. Gustaw Morcinek; 25 августа 1891[…], Карвина или Doly — 20 декабря 1963[…], Краков) — польский писатель. Член Сейма Республики Польша с 1952 по 1957 год. Считается одним из главных писателей Силезии.

## Биография
Родился в 1891 году в Карвине в бедной семье, был самым младшим из четырёх братьев и сестёр. В 1892 году после смерти отца его мать была вынуждена взять на себя заботы по обеспечению семьи. Августин начал работать на угольной шахте в 16 лет. Когда ему исполнилось 19 лет, шахтёры собрали деньги на его образование, и он начал посещать учительскую семинарию в Бельско-Бяле, которую окончил в 1914 году. В том же году был призван в австро-венгерскую армию, а после 1918 года некоторое время служил в польской армии. В 1920 году, когда Тешинская Силезия была разделена между Польшей и Чехословакией, его родной город Карвина перешёл к Чехословакии. Морцинек был пропольским активистом и поэтому решил остаться в Польше. В 1920—1930-е годы работал учителем в Скочове.

### Межвоенный период
В межвоенный период Морцинек опубликовал большое количество статей в различных силезских газетах. Свои самые значимые произведения он написал в конце 1920-х — начале 1930-х годов, став единственным известным силезским польскоязычным прозаиком межвоенного периода.
Тематика его произведений в основном сосредоточена на угледобыче и краеведческих силезских темах. Морцинек реалистично показывает работу и жизнь горняков и подчёркивает классовый характер национального гнёта польских рабочих. С 1936 по 1939 годы Морцинек проживал за границей, в Западной Европе.

### Вторая Мировая Война
Вернулся в Польшу незадолго до начала Второй мировой войны. Был арестован гестапо 6 сентября 1939 года. Первоначально был заключён в тюрьму вместе с другими представителями польской интеллигенции из Силезии. Провёл всю войну в немецких концлагерях Скроховиц, Заксенхаузен и Дахау. Предполагаемой причиной ареста была его «антинемецкая деятельность» перед войной и тот факт, что собаку в одном из своих романов («Wyrąbany chodnik») он называл «Бисмарком». Во время нахождения в лагерях, ему было предложено подписать Фолькслист, на что он ответил отказом.

### После войны

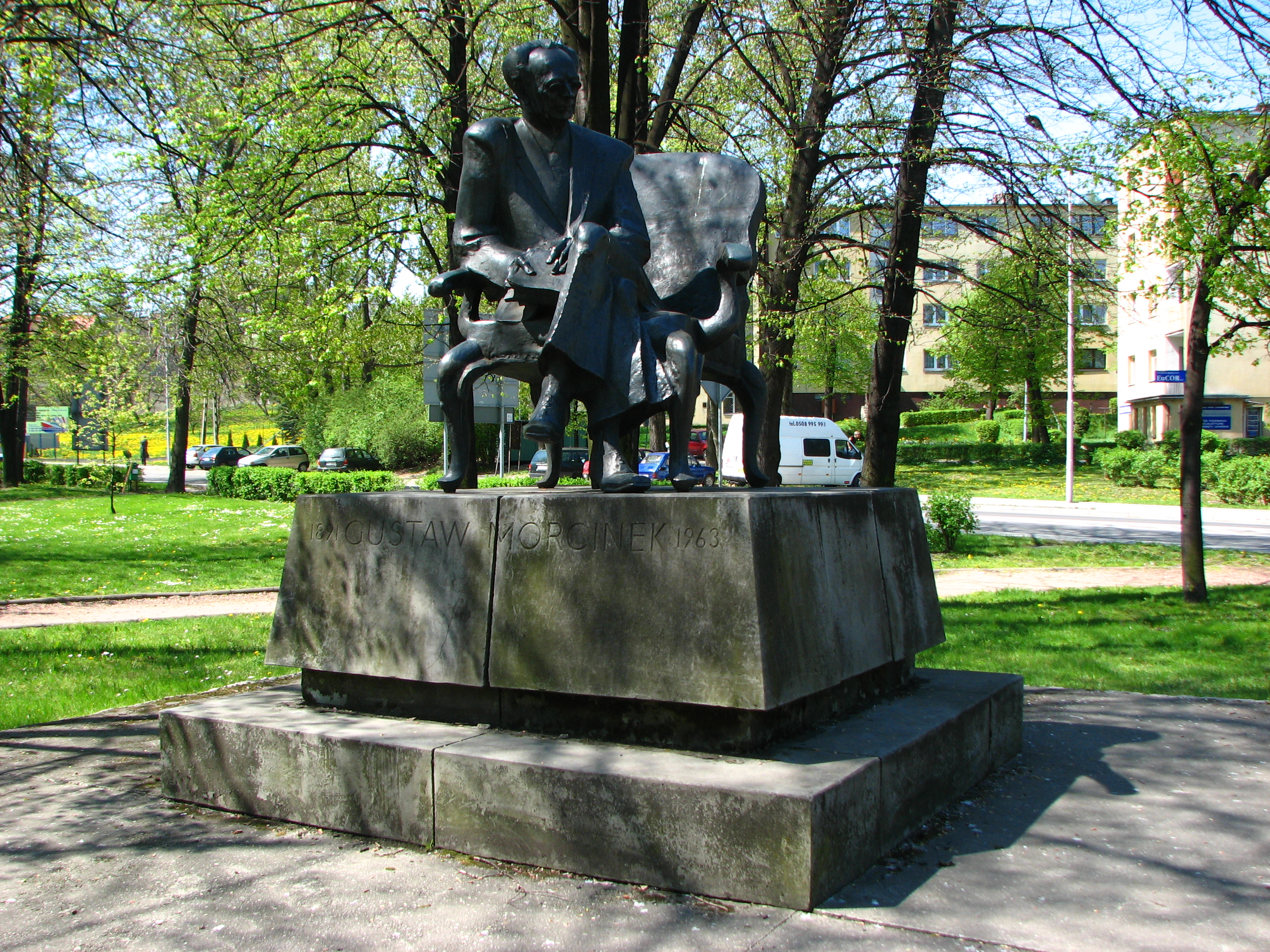
Памятник писателю в Скочуве

С момента освобождения до ноября 1946 года Морцинек проживал во Франции, Италии и Бельгии и сотрудничал с польской эмигрантской прессой. Затем вернулся в Силезию и поселился в Катовице. Его активно поддержали новые власти страны. Морцнек возобновил писательскую деятельность и продолжил в творчестве концентрироваться на силезских проблемах.
Многие его книги были переведены и изданы за рубежом, в том числе и на русском языке.
Густав Морцинек умер от лейкемии 20 декабря 1963 года в Кракове и позже был похоронен на Общинном кладбище в Цешине.

## Творчество

### Сборники и отдельные повести
- Ноябрьская ночь (1927)
- Апрельской ночью (1928)
- Пламя потушено (1928)
- Для того святого зелья (1929)
- Сердце за плотиной (1929)
- Тишина (1930)
- Мёд в сердце (1930)
- Хлеб на камне (1931)
- Шесть дней (1932)
- История углерода (1933)
- Шарманщик (1933)
- Под дымным солнцем (1933)
- Улыбка на дороге (1935)
- Голуби на крыше (1936)
- По каменистой дороге (1936)
- В самом молодом лесу (1937)
- Город на реке (1938)
- Королевский долг (1939)